# Segun Owobowale
Oluwasegun Owobowale (Leiden, 22 maart 1997) is een Nederlands voetballer die bij voorkeur als aanvaller speelt.

## Clubcarrière

### ADO Den Haag
Owobale is een zoon van een Nigeriaanse vader en een Nederlandse moeder. Hij speelde in de jeugd van VV Foreholte voor hij werd opgenomen in de jeugdopleiding van ADO Den Haag. Hier sloot hij aan bij de D-jeugd. Hij tekende in februari 2013 net als onder meer Danny Bakker zijn eerste profcontract bij de club. Owobowale debuteerde op 30 augustus 2014 in de Eredivisie toen hij het met ADO Den Haag in Leeuwarden opnam tegen SC Cambuur. Hij mocht drie minuten voor affluiten invallen voor Thomas Kristensen. Op 1 november 2014 viel hij opnieuw in, uit tegen PSV.

### N.E.C.
Op 24 juni 2016 maakte Owobowale transfervrij de overstap van ADO Den Haag naar N.E.C.. Hij tekent in Nijmegen voor één seizoen en sluit in principe aan bij de beloften. Op 27 november 2017 maakte Owobowale zijn debuut tegen Telstar voor N.E.C. als vervanger voor de geblesseerde Mohamed Rayhi.

## Interlandcarrière
Owobowale debuteerde in 2013 voor Nederland –17, waarvoor hij vier doelpunten scoorde in elf interlands. Met het Nederlands voetbalelftal onder 17 verloor hij de finale van het Europees kampioenschap voetbal mannen onder 17 - 2014 van Engeland. In september 2014 maakte hij zijn debuut in Nederland –18.

## Statistieken
| Seizoen                        | Club         | Land      | Competitie     | Wed. | Goals |
| ------------------------------ | ------------ | --------- | -------------- | ---- | ----- |
| 2014/15                        | ADO Den Haag | Nederland | Eredivisie     | 2    | 0     |
| 2015/16                        | ADO Den Haag | Nederland | Eredivisie     | 0    | 0     |
| 2016/17                        | N.E.C.       | Nederland | Eredivisie     | 0    | 0     |
| 2017/18                        | N.E.C.       | Nederland | Eerste divisie | 2    | 0     |
| Totaal                         | Totaal       | Totaal    | Totaal         | 4    | 0     |
| Bijgewerkt op 15 december 2017 |              |           |                |      |       |